# Kroatische Eishockeyliga 2010/11
Die Saison 2010/11 war die 20. Spielzeit der kroatischen Eishockeyliga, der höchsten kroatischen Eishockeyspielklasse. Meister wurde zum insgesamt 15. Mal in der Vereinsgeschichte der KHL Medveščak Zagreb.

## Modus
In der Hauptrunde absolvierte jede der vier Mannschaften insgesamt 18 Spiele. Alle vier Mannschaften qualifizierten sich für die Playoffs, in denen der Meister ausgespielt wurde. Für einen Sieg nach regulärer Spielzeit erhielt jede Mannschaft drei Punkte, für einen Sieg nach Overtime zwei Punkte, bei einer Niederlage nach Overtime gab es einen Punkt und bei einer Niederlage nach regulärer Spielzeit null Punkte.

## Hauptrunde
|    | Klub                    | Sp | S  | OTS | OTN | N  | Tore    | Punkte |
| -- | ----------------------- | -- | -- | --- | --- | -- | ------- | ------ |
| 1. | KHL Mladost Zagreb      | 18 | 12 | 3   | 1   | 2  | 158:68  | 43     |
| 2. | KHL Medveščak Zagreb II | 18 | 13 | 0   | 2   | 3  | 192:59  | 41     |
| 3. | KHL Zagreb              | 18 | 7  | 0   | 1   | 10 | 142:113 | 22     |
| 4. | KHL Sisak               | 18 | 0  | 1   | 0   | 17 | 45:297  | 2      |

Sp = Spiele, S = Siege, U = unentschieden, N = Niederlagen, OTS = Overtime-Siege, OTN = Overtime-Niederlage

## Playoffs

### Halbfinale
- KHL Mladost Zagreb – KHL Sisak 2:0 (27:1, 5:0 Wertung)
- KHL Medveščak Zagreb II – KHL Zagreb 2:0 (11:4, 11:3)

### Finale
- KHL Mladost Zagreb – KHL Medveščak Zagreb II 0:3 (1:10, 2:10, 9:12)